# Laser involucratum
Laser involucratum — вид квіткових рослин з родини окружкових (Apiaceae). Ареал охоплює такі країни: пн. Іран.